# 교향곡 1번 (베토벤)
《교향곡 1번 다장조, 작품번호 21》은 루트비히 판 베토벤이 1799년부터 1800년까지 작곡한 첫 번째 교향곡이다.

## 개요
1790년대 이전에 베토벤은 거의 모든 주요 기악 형식을 시도했음에도, 교향곡과 사중주 장르는 제외하고 있었다. 그 이유는, 아마도 그의 스승 하이든이 이 두 분야에서 가장 두드러진 공헌을 했기 때문일 것이다. 베토벤은 세기말의 마지막 몇 년 동안 결국 교향곡을 작곡하기 시작했다.
스케치는 베토벤이 1797년에 요한 알브레히츠베르거로부터 화음, 대위법을 배우고 있을 때 완성된 것으로 파악되지만, 피날레에 대한 구상은 베토벤이 대위법을 연구하던 1795년에 이미 작성되었된 것으로 보여진다. 공식적인 창작은 1799년에 시작되어 1800년에 완료되었다. 비록 베토벤의 전임자였던 하이든과 모차르트의 영향을 받아 작곡된 것이라고 할 지라도, 강음(sforzandi)를 이용하는 것과 현악기의 독립된 사용을 보면, 베토벤 본인의 성향도 이 교향곡에서 드러나고 있음을 알 수 있다.
첫 공개 연주회는 1800년 4월 2일에 빈의 부르크 극장에서 이루어졌다. 대부분의 자료에서 연주회의 프로그램에 모차르트의 교향곡 외에 베토벤의 《칠중주》도 포함되었다는 것이 발견되고 있지만, 하이든의 오라토리오 《천지창조》나 베토벤의 피아노 협주곡 《1번》과 《2번》이 연주되었는지에 대해서는 의견이 분분하다. 이 연주회를 통해 베토벤은 빈에서 자신의 재능을 드러냈다.
악보의 초판은 파트보의 경우 1801년에 빈의 호프마이스터 운트 퀴넬을 통해 간행되었고, 총보의 경우 1809년에 런던의 치안체티니 앤 스레라티를 통해 간행되었다. 헌정은 베토벤의 초기 후원자이면서 왕립 도서관의 관리자이자 하이든과 모차르트의 친구였던 고트프리트 판 스비텐 남작에게 이루어지고 있다.

## 편성
현재에 와서는 C 나 D 클라리넷은 더 이상 널리 쓰이지 않기 때문에, 보통 클라리넷 성부는 B♭ 클라리넷으로 연주한다. 그러나 E♭ 악기로 대체 연주를 해야 하는지에 대한 논란도 있다. E♭ 클라리넷의 음색은 따뜻한 소리의 B♭ 클라리넷 보다 C 및 D 클라리넷의 음색에 훨씬 가깝다. 하지만, 현대악기를 쓴다고 하더라도 E♭ 클라리넷으로 연주해야 한다는 주장이 있다.
| 목관 악기  | 목관 악기 | 금관 악기 | 금관 악기    | 타악기      | 타악기 | 현악기      | 현악기 |
| ---------- | --------- | --------- | ------------ | ----------- | ------ | ----------- | ------ |
| 플루트     | 2         | C, F 호른 | 2            | C, G 팀파니 | ●      | 제1바이올린 | ●      |
| 오보에     | 2         | C 트럼펫  | 2            | 기타        |        | 제2바이올린 | ●      |
| C 클라리넷 | 2         | 기타      |              | 기타        | 비올라 | ●           |        |
| 바순       | 2         | 기타      | 첼로         | 기타        | ●      |             |        |
| 기타       |           | 기타      | 콘트라베이스 | 기타        | ●      |             |        |

## 악장 구성
작품은 전4악장으로 구성되어 있으며, 총 연주 시간은 대략 22분과 29분 정도 소요된다.

### 제1악장. 아다지오 몰토 - 알레그로 콘 브리오
다장조,  4/4 박자 - 2/4 박자, 서주가 딸린 소나타 형식(제시부 반복 지정 있음).
서주에 독창성이 인정된다. 악곡 서두의 화음은 그 조성의 주화음이어야 하는데, 여기에서는 나란한조의 속칠화음이 사용되고 있다. 그 후에도 좀처럼 다장조는 확립되지 않고, 조성이 불안정하다. 이러한 처리는 통상의 고전파의 감각을 일탈하는 것이다.
서주에 이은 제1주제는 이와 대비를 이루는데, 모차르트의 《교향곡 41번》의 제1악장과 비슷한 강력한 선율이 다장조의 조성을 강하게 확립시키고 있다. 이 제1주제(C-G-H-C)의 동기는 전 악장에 걸쳐 이용되고 있어, 통일감을 주고 있다.

### 제2악장: 안단테 칸타빌레 콘 몰토
바장조, 3/8 박자, 소나타 형식의 완서악장(제시부 반복 지정 있음).
서두는 푸가풍으로, 제2바이올린에 의한 온화한 제1주제로 시작된다. 이후 이 주제를 모방하듯이 나아간다. 이 주제는 모차르트의 《교향곡 40번》 제2악장의 서두와 비슷하다고 알려져 있다. 제2주제는 중간에 쉼표를 두면서 오르내리는 독특한 유동감을 가지고 있다. 잠시 후 팀파니가 들려오는 것도 인상적이다. 전개부는 그다지 긴 것이 아니고, 제2주제의 전개로 시작된다. 여기에서도 팀파니를 사용하고 있다. 잠시 후 제2바이올린에 제1주제가 나타나 재현부가 된다. 재현부는 제시부보다 대위법적으로 되어 있다.

### 제3악장: 미뉴에트 - 알레그로 몰토 에 비바체
다장조, 복합 세도막 형식, 3/4 박자.
악보에는 미뉴에트라고 쓰고 있지만, 실질적으로는 베토벤의 단골 손님인 스케르초에 가까운 역동적인 분위기(강약의 대비, 레가토와 스타카토의 대비 등)를 가지고 있어, 이미 이후의 대작에서 발견되는 혁신성을 느낄 수 있다. 제1주제는 크레센도 하면서 음계를 오르는 것 같은 에너지의 힘을 느끼게 하는 것이다. 이 음악적인 진행은 제4악장과도 관련이 있다.
트리오는 주부와 같은 조성으로 쓰여져 있다. 목관과 호른이 같은 음을 반복하는 듯한 목가적인 분위기로 시작된다. 이후 주부가 재현되고 끝이 난다.

### 제4악장: 아다지오 - 알레그로 몰토 에 비바체 (다장조)
다장조, 2/4 박자, 서주가 딸린 소나타 형식(제시부 반복 지정 있음).
서주의 바이올린 선율이 빼어나다는 평을 듣는다. G음으로 시작하는 상행 프레이즈가 반복적으로 제시되며, 마지막에는 F음에 달해 속칠화음의 울림이 형성되어 페르마타가 된다. 그 다음에는 한 옥타브 위의 G음까지 도달, 이 한 옥타브의 상행음형과 그 뒤를 잇는 선율이 제1주제 역할을 하게 된다. 이러한 단편적인 동기가 발전하여 주제가 만들어진다는 처리는 이후의 《교향곡 5번》이나 《교향곡 9번》의 제1악장 첫머리에서도 찾아볼 수 있다.
서주 후의 주부는 론도풍으로, 하이든적인 즐거움으로 가득 차 있다. 첫 번째 주제는 첫 악장 부주제(C-E-G-F-E-D-C)의 완전한 역행이다.